# Protaetia davaoana
Protaetia davaoana är en skalbaggsart som beskrevs av Moser 1917. Protaetia davaoana ingår i släktet Protaetia och familjen Cetoniidae. Inga underarter finns listade i Catalogue of Life.